# Castagnaro
Castagnaro é uma comuna italiana da região do Vêneto, província de Verona, com cerca de 4.153 habitantes. Estende-se por uma área de 34,74 km², tendo uma densidade populacional de 122 hab/km².
Encontra-se a 56 km ao sudeste de Verona. Faz divisa com as comunas de Badia Polesine (Rovigo), Giacciano con Baruchella (Rovigo), Terrazzo e Villa Bartolomea

## Demografia
| Variação demográfica do município entre 1861 e 2011                               |
|                                                                                   |
| Fonte: Istituto Nazionale di Statistica (ISTAT) - Elaboração gráfica da Wikipedia |

## Monumentos e lugares de interesse
Chiesa di Castagnaro,
- Construída na primeira metade do século passado era outro local de culto muito menor do que o atual. Foi avaliado como anterior a 1500. Em seu interior, possui alguns quadros de valor, dentro o altar possui uma escultura do pintor veronese Domenico Brusasorzi "Madonna con San Nicola e San Giovanni Battista". Nota-se também uma grande órgão de tubo composto por mais de 1.500 canos colocados acima da entrada, ainda em bom estado, mas que necessitam de restauração.
Chiesetta di santa Anna a Menà,
- Na praça da aldeia de Menà, a uma curta distância uns dos outros, você pode ver três igrejas e três estilos arquitetônicos completamente diferentes. A mais antiga delas é uma obra de arte dos monges beneditinos de Ferrara. É de fato uma maravilhosa igreja de 1500 dedicada a Santa Ana.
Sette Capitei
- Em sete diferentes áreas de Castagnaro surgem capelas votivas, pequenas igrejas onde são comemoradas festas religiosas nos dias de hoje. Seus nomes são, San Biagio, Santa Liberata, Maria Ausiliatrice, San Nicola, Sant'Antonio. Hoje, porém, as capitais não são sete mas oito com algumas antigas e outras mais recentes. Uma interessante viagem através da história e tradições.